# Leptanthura truncatitelson
Leptanthura truncatitelson là một loài chân đều trong họ Leptanthuridae. Loài này được Wägele miêu tả khoa học năm 1985.